# شارزورن
شارزورن (بالإنجليزية: Schwarzhorn (Bernese Alps))‏ هو أحد جبال سلسلة جبال الألب البرنية ويقع في كانتون برن في سويسرا. يحتل المرتبة رقم 238 في قائمة جبال سويسرا من حيث الارتفاع، إذ يبلغ ارتفاعه حوالي 2928 متر، بينما يبلغ ارتفاع نتوء الجبل 966 متر.